# Aedona
Aedona (in greco antico: Ἀηδών?, Aêdốn) è un personaggio della mitologia greca. Fu regina di Tebe.

## Genealogia
Figlia di Pandareo e di Armotoe, fu sposa di Zeto (re di Tebe) e madre di Itilo e di Neis (oppure di quest'ultimo fu matrigna).

## Mitologia

### La disputa con Niobe
Gelosa del fatto che la cognata Niobe avesse dato ad Anfione sei figli maschi e sei femmine, mentre lei aveva partorito solo un maschio, si apprestò ad ucciderle il primogenito, così nottetempo si recò nella camera dove dormivano i figli di entrambe le donne e nel buio confuse i letti finendo con l'uccidere il proprio figlio. 

Zeus commosso dal pianto di Aedone, decise di trasformarla in un usignolo che secondo la leggenda è l'uccello che piange durante la notte.

### Altre versioni
Secondo un'altra versione del mito, Aedone sposò Politecno, un artigiano di Colofone. Un giorno la coppia si vantò di essere superiore alle divinità e per questo la Discordia venne inviata per punirli. Quindi istigati da lei decisero di cimentarsi in due lavori differenti, la costruzione di una sedia lui e il ricamo un abito lei, e chi dei due avesse terminato il lavoro per primo avrebbe dovuto offrire al vincitore una propria serva. Vinse Aedona (con l'aiuto di Hera) e così Politecno decise di vendicarsi. 

Andò dal padre di Aedona e, dicendo che sua moglie desiderasse vedere la sorella Chelidona, ottenne il permesso di portarla con sé, poi la stuprò, la vestì con un abito da schiava e le ordinò di tacere prima di consegnarla alla moglie e gliela consegnò come premio promesso. Dopo qualche tempo Chelidona, si lamentò del proprio destino, mentre credeva di non essere ascoltata ma fu sentita invece da Aedona, e così le due sorelle cospirarono una vendetta contro Politecno che consistette nell'uccisione di Itilo per poi servirne le sue carni nel pasto del marito, che le mangiò. 

Un vicino lo avvertì del misfatto e subito si mise all'inseguimento delle due donne che si erano rifugiate dal loro padre ma venne fermato, venne arrestato dagli uomini di questo e poi legato e cosparso di miele prima di essere disteso su un prato e lasciato in balìa degli insetti. 
Aedona, colta da pietà per il marito cercò di aiutarlo ma i parenti della donna vollero ucciderla a sua volta, così Zeus intervenne e li trasformò.

Chelidona divenne una rondine, Pandareo un'aquila marina, Armotoe un alcione e Politecno un picchio verde.